# 春和文
春和 文（はるかず あや、11月2日 - ）は、スマイルカンパニーに所属している日本の作詞家。東京都出身。血液型はA型。自主出版で詩集も出している。

## 提供作品

### アーティスト
- NEWS
  - 「Say Hello」
  - 「Push On!」
- 近藤真彦
  - 「-MOTTO-」
- Sexy Zone
  - 「勝利の日まで」
- A.B.C-Z
  - 「DANCE!」(橋本良亮ソロ)
  - 「Reboot!!!」
- TravisJapan
  - 「Happy Groovy」
- Crystal Kay
  - 「shining」
  - 「帰り道」
  - 「Midnight Highway」
  - 「Together」
- w-inds.
  - 「Rain」
  - 「YES or NO」
  - 「Midnight Venus」
- rhythmic
  - 「just a friend」
  - 「キミに伝えたくて」
- 藤澤ノリマサ
  - 「桜の歌」
  - 「Sing A Song」
  - 「心のままに…」
  - 「Precious Memory」
- ELISA
  - 「Dear My Friend -まだ見ぬ未来へ-」
  - 「Special "ONE"」
  - 「STORY」
- 水野佐彩
  - 「My Secret」
  - 「Good Day」
- Trignal
  - 「恋つぼみ」
  - 「Darling」
  - 「初雪」
- 宮本佳林
  - 「Love Gravity」

### アニメ
- 神のみぞ知るセカイ
  - 「ラスト・ダンス」
  - 「My Color」
- 会長はメイド様!
  - 「しゃ・ぼん・だ・ま」
  - 「Shining Days」
  - 「Very Merry-Go-Round」

### ゲーム
- アイドルマスター ミリオンライブ!
  - 「WHY?」